# ムールーヤ川
ムールーヤ川（アラビア語: وادي ملوية, Moulouya）は、モロッコの河川。全長520キロメートル。中央アトラス山脈のアヤチ山に源を発し、モロッコ北東部のサイディア近くで地中海にそそぐ。
水位は頻繁に変動する。川の水は灌漑に利用されており、ハサン2世ダムとムハンマド5世ダムがある。

## 歴史

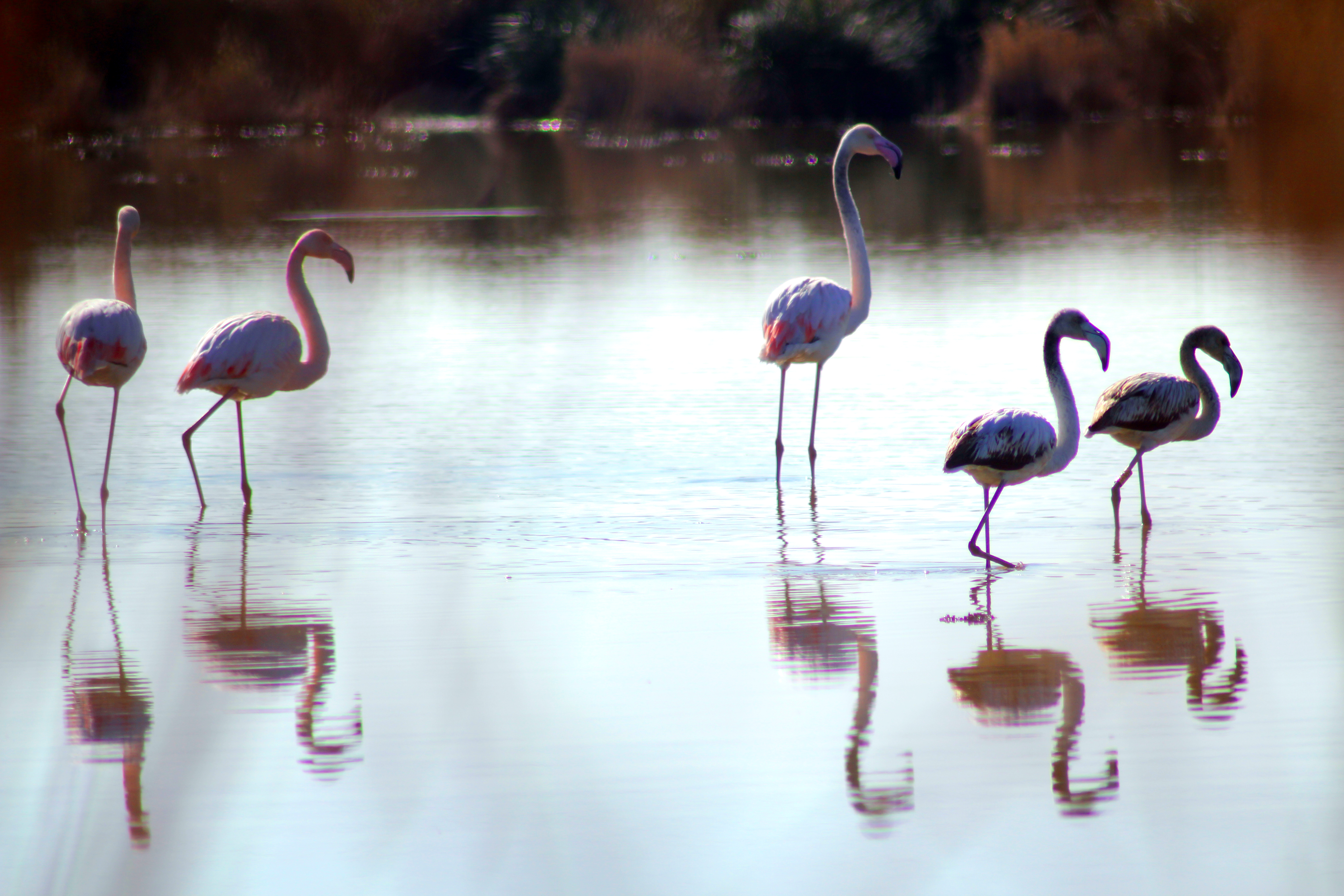
ムールーヤ川のフラミンゴ

古代には、ボックス1世以降のマウレタニア王国の東の境界であった。古代ローマ人は、この川をマルワ川ないしムルカ川と呼んだ。中世イギリスの疑似歴史学では、スコッチ人の祖先やトロイのブルータスがこの川沿いに旅をしたとされた。
フランスによる植民地化以前には、オスマン帝国のアルジェ摂政領とモロッコの諸王朝の国境とされ、1692年には河岸でアルジェリアとアラウィー派の衝突が発生した。1920年代に短期間存在したリーフ共和国や、1956年まで存続したスペイン保護領モロッコもこの川を東の境界としていた。

## 生態系

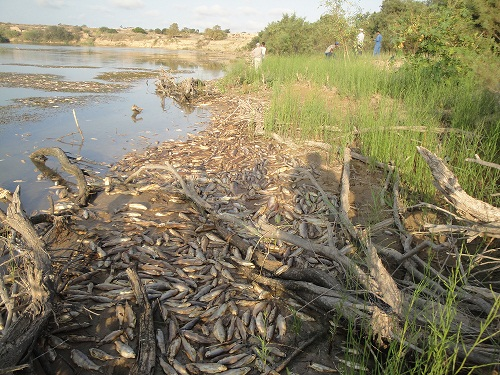
河岸に打ちあげられた魚（2011年8月）

河口部の三角江と氾濫原は2005年、ラムサール条約に登録されている。一帯はギョリュウ属の林が主要な植生で、広大な乾燥地を渡る渡り鳥にとって重要な停留地である。訪れる主な種はハチマキジョウビタキ、ウスユキガモ、アカハシカモメなどであり、河口は固有種と希少種の魚類の重要な産卵地と養育地でもある。
下流部のムハンマド5世ダムのダム湖はナドールの水源地で、灌漑用水のほか、水力発電と養魚も行われる。この湖もラムサール条約に登録されており、湖畔はギョリュウ属の林が多いが、上流側にユーカリの林もある。一帯は夏になるとオオバンとアカツクシガモの営巣地となり、湖にはモロッコ東部の固有種のバルブのBarbus moulouyensisが生息している。
2011年8月、ムールーヤ川で汚染物質のため魚が死に、地元住民が農作物や家畜への影響を懸念する事態となった。